# Jahodníky (Martin)
Jahodníky jsou městskou částí města Martin, nacházející se v jeho jihovýchodní části. V minulosti byly Jahodníky samostatnou obcí. Součástí města Martin jsou od roku 1919.
Většinu dnešních Jahodník tvoří sídliště z panelových domů. Pouze v okrajových částech se nachází několik rodinných domů. Jahodnícké háje na jihu Jahodníka jsou využívány obyvateli Martina jako oblíbená odpočinková zóna. Nachází se v nich i skanzen, který je součástí Slovenského národního muzea - Etnografického muzea.

## Dějiny
První písemná zmínka o vesnici "villa Bistricha" (dnes Bystrička), jejíž katastr pokrýval i území dnešních Jahodník, je z roku 1258. Mezi roky 1258 - 1284 se zřejmě od vesnice na levém břehu řeky Turiec odčlenila vesnice "Malá Bystrica" ("Kuzbyztrec"), která se rozvíjela na pravém břehu. Král Ladislav IV. v roce 1284 daroval Malou Bystrici jistému Vavřinci, synu Kozmasa. V 14. století se již v listinách vzpomíná název obce v podobě "Kis Bistercze alias jahodník", resp. "Malá Bystrica, jiným jménem Jahodník". Podle některých historiků (např. Jan Benko) šlo o obnovení názvu staršího sídliště s názvem "Jahodník", které se na tomto území nacházelo do konce 11. století.
Po vymření všech Vavřincových dědiců se obec opět stala královským majetkem. V roce 1439 daroval Jahodníky král Albrecht II. Ladislavu z Necpál spolu s dědičným právem pro jeho potomky. Když Ladislav získal v roce 1441 Blatnické panství, staly se jeho součástí i obce Jahodníky a Žabokreky. Koncem 15. století se v rychlém sledu střídaly majitelé Blatnického panství, a tedy i Jahodníka - vlastnili ho Záblatskovci, Koromovci a později Révaiovci.
V roce 1869 měli Jahodníky 388 obyvatel a jejich počet neustále rostl. V roce 1910 jich bylo už 980. Ve vesnici fungovala škola, mlýn, lihovar, dvě koželužny, rozvíjely se řemesla a obec měla i vlastní honitbu. Obci náležely i dva minerální prameny vyvěrající v Jahodníckých hájích. Obyvatelé Jahodník a Martina se koncem 19. století dohodli na společném využívání pramenů, chodili k nim na výlety a pořádali při nich zábavy.
Bezprostřední blízkost, úzké hospodářské a kulturní vztahy mezi Jahodníkem a městem Martin vedli už před první světovou válkou k úvahám o přičleněni obce k Martinu. Definitivně byly Jahodníky přičleněny k Martinu v roce 1919.
Původní vesnická zástavba Jahodníka byla kompletně zbourána v zájmu vybudování nové části města Martin. V letech 1971 - 1973 bylo vybudováno sídliště z panelových domů. Následně přibyl komplex budov základní školy (otevřená v roce 1975) a trojice obchodů podle projektu Mariána Pivarčiho (v roce 1979) a ubytovny pro potřeby nově vzniklých rozvíjejících se martinských podniků a nemocnice (1984 - 1988). Dobudování občanské vybavenosti pokračovalo v 80. letech 20. století výstavbou nové budovy obchodního domu Tuzex podle projektu Jaroslavy Zacharová a Josefa Juráška. V Jahodníku sídlí i martinská pobočka Finančního úřadu Žilina.
V současnosti jsou Jahodníky součástí největší městské části města Martin s názvem "Ľadoveň-Jahodníky-Tomčány".

## Znak
Obecní znak z roku 1862 odráží pojmenování obce. Tvoří ho jahodový list , pod kterým se nachází vodorovný dvouřad deseti jahodových plodů. Úrodnost jahody má symbolizovat trvanlivost obce.

## Rodáci
- Katarína Kollárová, rod. Frndová - matka Jána Kollára[7]
- Samuel Ivaška (1888 - 1981) - zakladatel umělého chovu hlavatek [6]

## Galerie
Klikněte na obrázek pro jeho zvětšení.

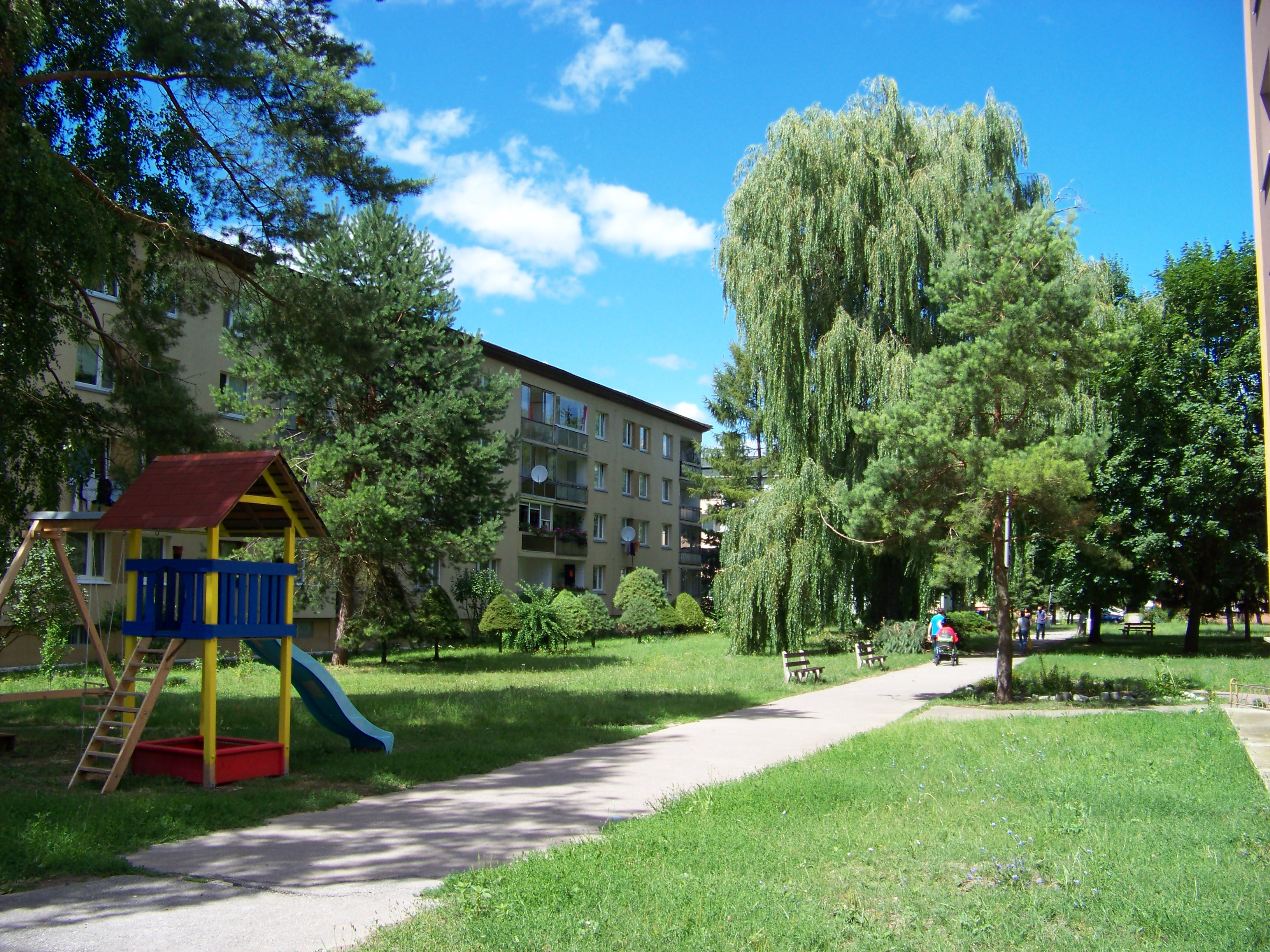
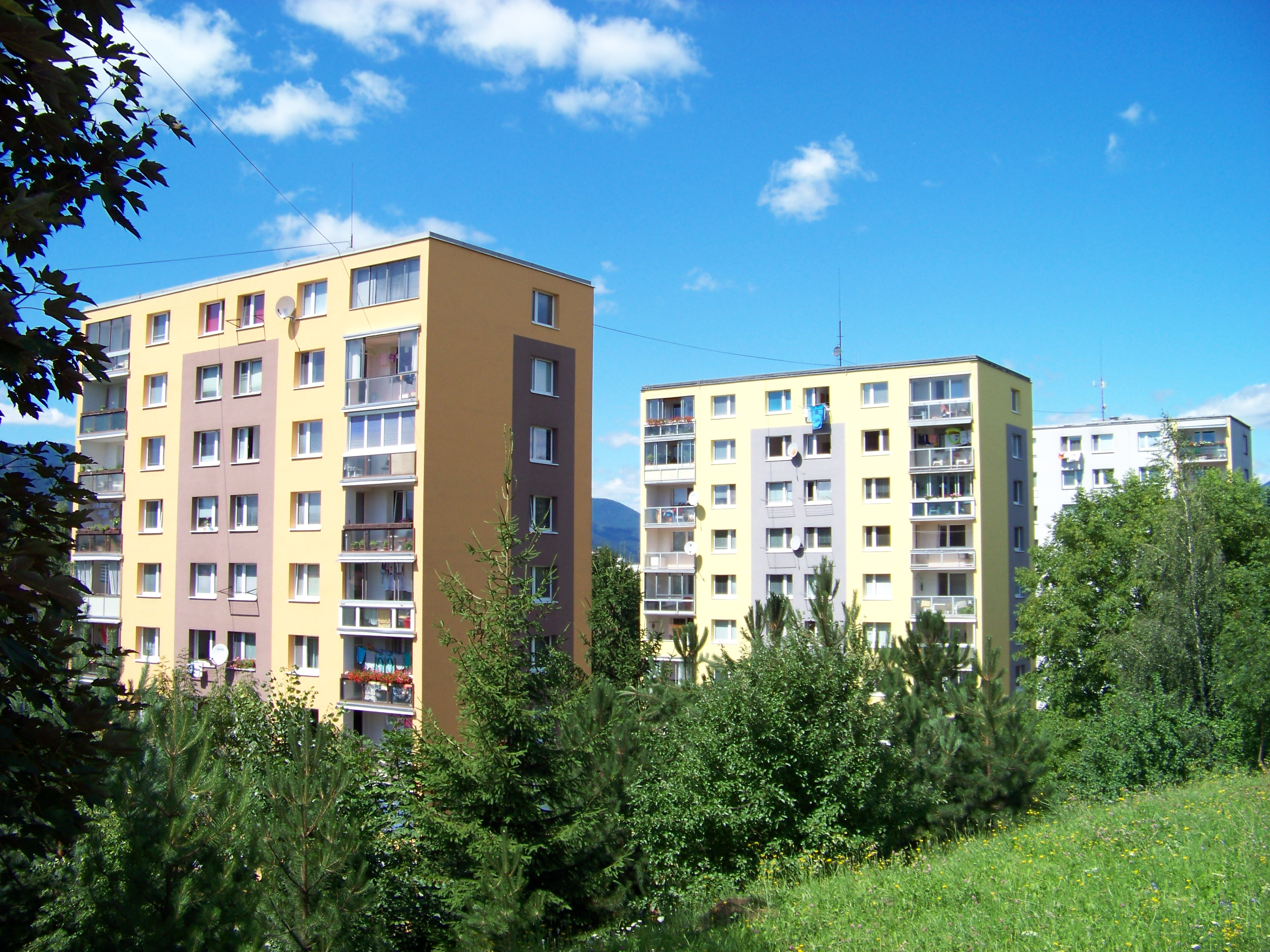
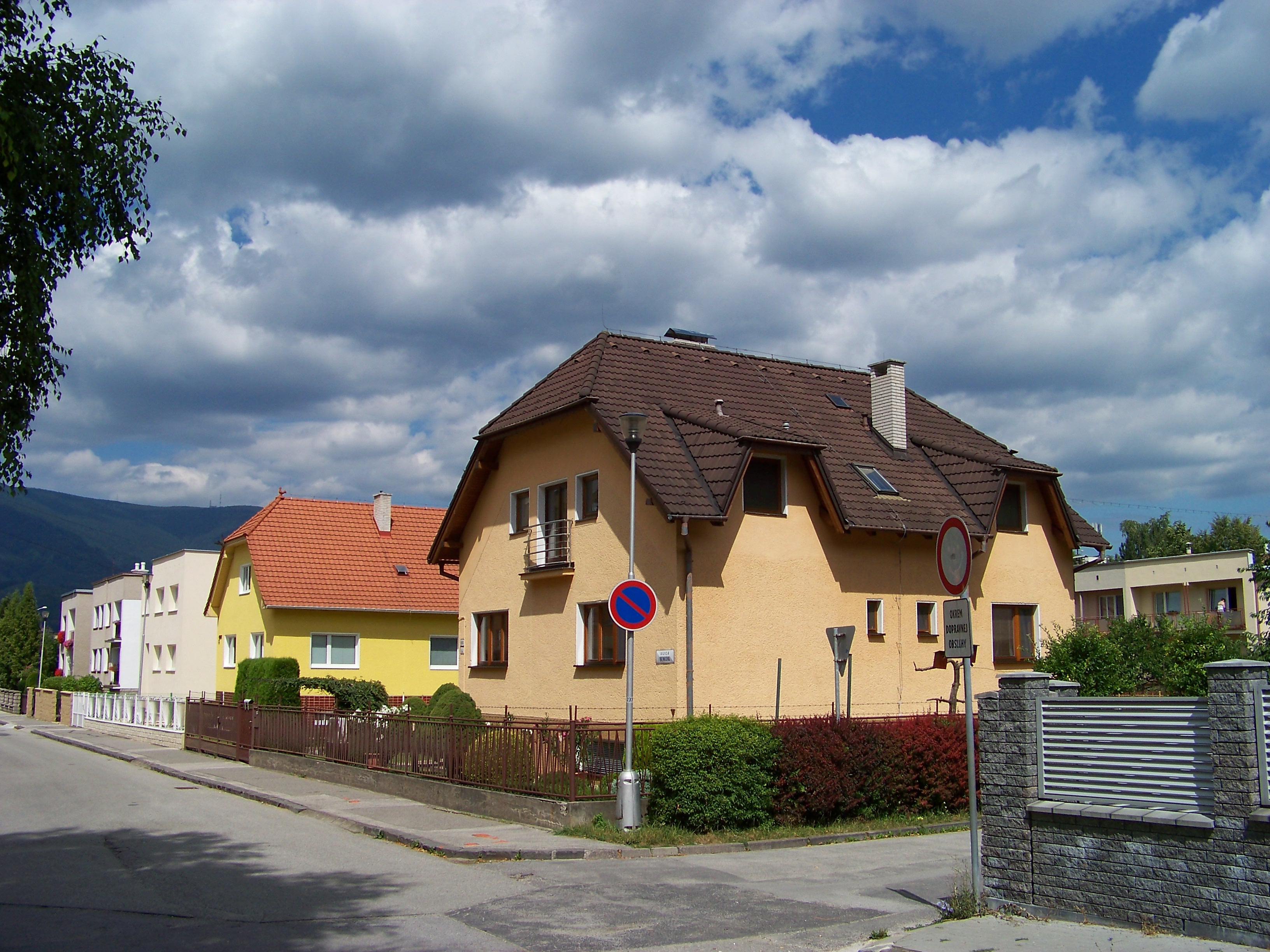
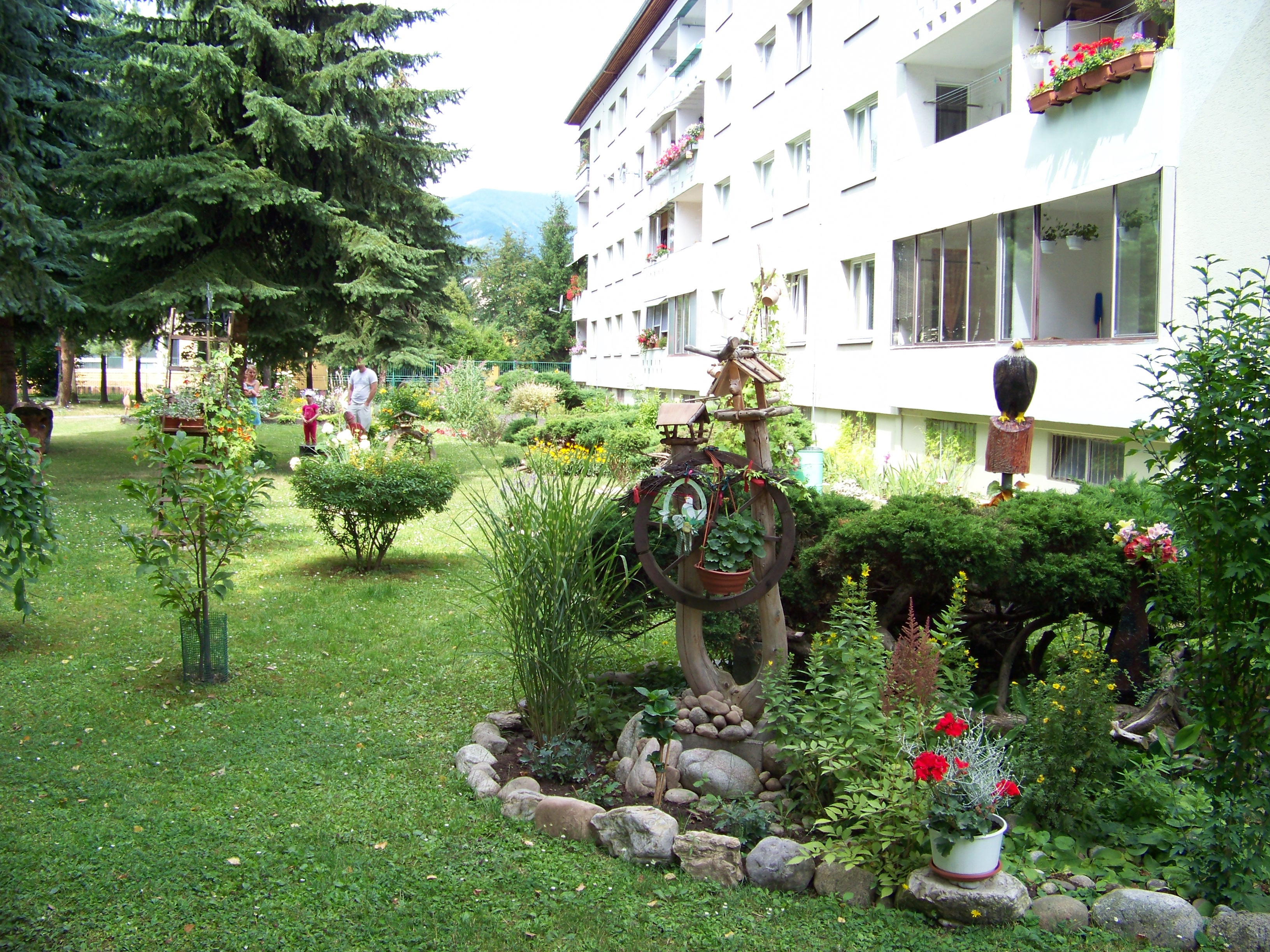
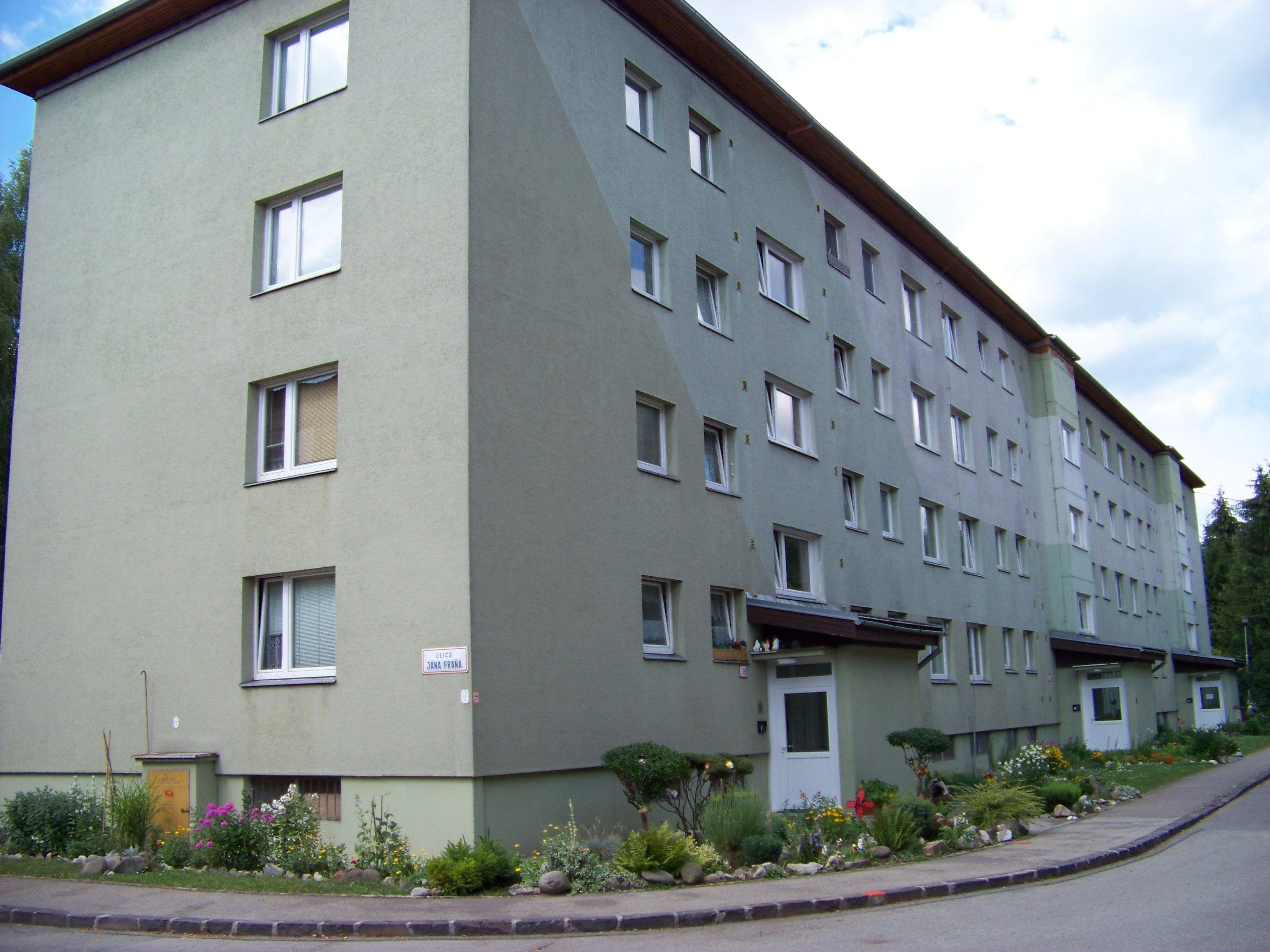
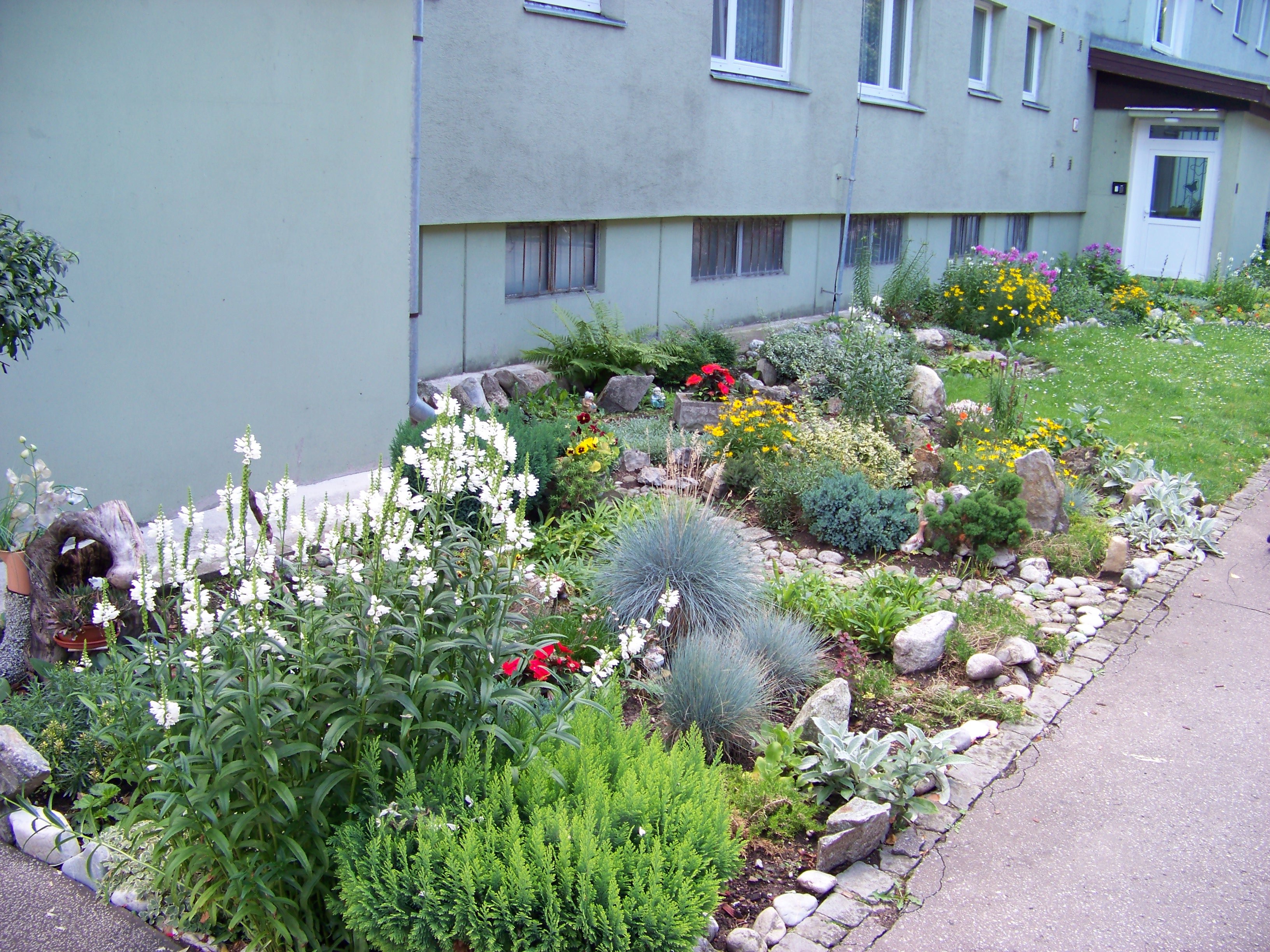
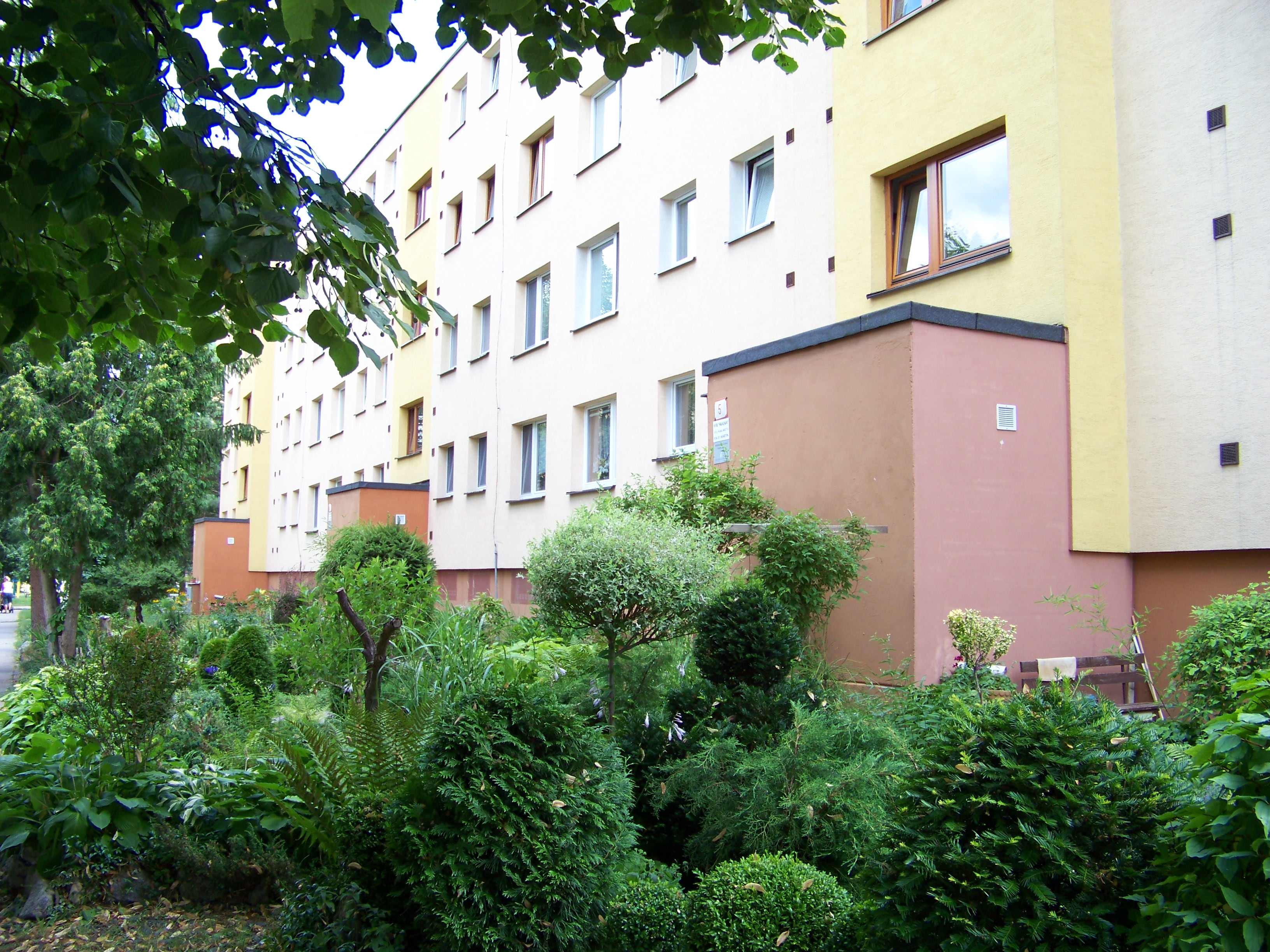